# Jadugora
Jadugora là một thị trấn thống kê (census town) của quận Purbi Singhbhum thuộc bang Jharkhand, Ấn Độ.

## Nhân khẩu
Theo điều tra dân số năm 2001 của Ấn Độ, Jadugora có dân số 19.003 người. Phái nam chiếm 53% tổng số dân và phái nữ chiếm 47%. Jadugora có tỷ lệ 72% biết đọc biết viết, cao hơn tỷ lệ trung bình toàn quốc là 59,5%: tỷ lệ cho phái nam là 80%, và tỷ lệ cho phái nữ là 63%. Tại Jadugora, 12% dân số nhỏ hơn 6 tuổi.